# Солнечный (Азовский район)
Солнечный — посёлок в Азовском районе Ростовской области.
Входит в состав Калиновского сельского поселения.

## География
Расположен в 50 км (по дорогам) южнее районного центра — города Азова.

### Улицы
- пер. Зеленый,
- пер. Степной,
- пер. Тихий,
- ул. Октябрьская,
- ул. Школьная.

## Население
| 1989 | 2002 | 2010 |
| ---- | ---- | ---- |
| 289  | ↗290 | ↗303 |